# بردگوریهای گردنه سیلا سیلا
بردگوریهای گردنه سیلا سیلا در شهرستان اردل، بخش مرکزی، روستای ممسنی واقع شده و این اثر در تاریخ ۲۴ فروردین ۱۳۸۲ با شمارهٔ ثبت ۸۱۹۴ به‌عنوان یکی از آثار ملی ایران به ثبت رسیده است.